# Callatisfestival
Het Callatisfestival is een groot muziek- en cultuurfestival in Roemenië, dat jaarlijks wordt gehouden in de havenstad Mangalia. De oorsprong ligt in 1999 en het festival is sindsdien een jaarlijks terugkerend fenomeen. Het wordt gehouden tussen 8 en 15 augustus.

## Bekende artiesten
Onder anderen Al Bano (2003), Panjabi MC (2004), In-Grid (2005) en Vaya Con Dios (2006) hebben op het Callatisfestival opgetreden.